# 聖查爾斯 (肯塔基州)
聖查爾斯（英語：St. Charles）是一個位於美國肯塔基州霍普金斯縣的城市。

## 地方資料
根據2020年美國人口普查的數據，聖查爾斯的面積為2.59平方千米，當中陸地面積為2.57平方千米，而水域面積為0.02平方千米。當地共有人口273人，而人口密度為每平方千米105.41人。